# Desmodium kingianum
Desmodium kingianum är en ärtväxtart som beskrevs av David Prain. Desmodium kingianum ingår i släktet Desmodium och familjen ärtväxter. Inga underarter finns listade i Catalogue of Life.